# Myra Hindley
Myra Hindley (23 juli 1942 – 15 november 2002) was een Brits crimineel en een van de Moors murderers (Heidemoordenaars). Ze zat van 1966 tot aan haar dood in de gevangenis.
Samen met haar vriend, Ian Brady (1938-2017), maakte zij zich schuldig aan het kidnappen, seksueel misbruiken, martelen en vermoorden van een aantal kinderen. De slachtoffers waren Pauline Read, John Kilbride, Keith Bennett, Lesley Ann Downey en Edward Evans. Zij werden vermoord en begraven op de heide van Saddleworth, bij Manchester, vandaar dat de zaak bekendstaat als de Moors murders (Heidemoorden). De omvang van de zaak werd pas duidelijk nadat een verdere bekentenis in 1987 leidde tot een groei van het aantal slachtoffers. Keiths lichaam is nooit teruggevonden.
De moorden hebben veel stof doen opwaaien in het Verenigd Koninkrijk en toen Myra Hindley overleed waarschuwde de politie het algemene publiek weg te blijven bij de begrafenis, hetgeen erop wijst dat de zaak nog steeds speelt onder de Britten.
Een bijzondere zwart-witte politiefoto is vrijwel exclusief gebruikt in de media om Hindley af te beelden vanaf haar arrestatie. De kracht van dit beeld bleek in 1997 toen een schilderij van de Britse schilder Marcus Harvey werd tentoongesteld in de Royal Academy in Londen als deel van de Sensation-tentoonstelling. Het schilderij reproduceert de bekende foto door handafdrukken van kinderen op geschilderde gipsplaten. Protesterende bezoekers vernielden het schilderij. Het schilderij is hersteld en opnieuw geïnstalleerd, nu achter glas en met bewaker.

## Boeken
(in het Engels)
- Myra Hindley: Inside the Mind of a Murderess, Jean Ritchie, Paladin 1991, pbk. ISBN 0586215638
- The Moors Murders: The Trial of Myra Hindley and Ian Brady, Jonathan Goodman, David & Charles 1986, ISBN 0715390643
- Beyond Belief: the Moors Murderers, Emlyn Williams, Pan 1992, ISBN 0330020889